# Премијер лига Босне и Херцеговине у рукомету
Премијер лига Босне и Херцеговине у рукомету је најјача рукометна лига за мушкарце у Босни и Херцеговини коју организује Рукометни савез БиХ. Састоји се од 16 клубова.
У Премијер лигу улазе три клуба из Првих лига, 2 првопласирана из Прве лиге Федерације Југ и Север, те један из Прве лиге Републике Српске.

## Историја
Заједничка Премијер лига постоји од 2001. године. 
Године 1998. и 1999. долази до доигравања уз учешће најбољих екипа из савеза са седиштима у Сарајеву и Мостару. 2000. године учешће у доигравању узимају и клубови из Републике Српске, али већ следеће 2001. године дошло је до спора између регионалних савеза, тако да се плеј-оф није ни одиграло. Ипак крајем 2001. се ствара заједничка лига са учешћем екипа са територије целе Босне и Херцеговине.

## Прваци регионалних првенства
| Сезона   | Прва лига Босне и Херцеговине | Прва лига Херцег-Босне | Прва лига Републике Српске |
| -------- | ----------------------------- | ---------------------- | -------------------------- |
| 1993/94. | РК Слобода Тузла              | ?                      | РК Борац Бања Лука         |
| 1994/95. | РК Слобода Тузла              | ХРК Извиђач Љубушки    | РК Борац Бања Лука         |
| 1995/96. | РК Слобода Тузла              | ХРК Извиђач Љубушки    | РК Борац Бања Лука         |
| 1996/97. | РК Босна Високо               | ХРК Извиђач Љубушки    | РК Борац Бања Лука         |
| 1997/98. | РК Борац Травник              | ХРК Извиђач Љубушки    | РК Борац Бања Лука         |
| 1998/99. | РК Босна Високо               | ХРК Извиђач Љубушки    | РК Борац Бања Лука         |
| 1999/00. | РК Жељезничар Сарајево        | ХРК Извиђач Љубушки    | РК Борац Бања Лука         |
| 2000/01. | РК Грачаница                  | ХРК Извиђач Љубушки    | РК Борац Бања Лука         |

#### Доигравање за првака Босне и Херцеговине (1998-2001)
| 1998.1 | РК Борац Травник    | ХРК Извиђач Љубушки | РК Грачаница           |               |               |               |
| 1999.1 | РК Босна Високо     | ХРК Извиђач Љубушки | РК Борац Травник       |               |               |               |
| 2000.  | ХРК Извиђач Љубушки | РК Борац Бања Лука  | РК Жељезничар Сарајево |               |               |               |
| 2001.2 | није играно 3       | није играно 3       | није играно 3          | није играно 3 | није играно 3 | није играно 3 |

Напомена:
1 Клубови из Републике Српске нису играли плеф-оф 1998. и 1999. године.
2 Плеј-оф 2001. године није одигран услед неслагања регионалних савеза.
3 ЕХФ је признао само првенство са седиштем у Сарајеву, тиме је РК Грачаница призната за првака БиХ, друго место је освојио РК Босна Високо, а треће РК Жељезничар Сарајево.

## Премијер лига Босне и Херцеговине
| Сезона   | Првак               | Други               | Трећи               |
| -------- | ------------------- | ------------------- | ------------------- |
| 2001/02. | ХРК Извиђач Љубушки | РК Босна Високо     | РК Босна Сарајево   |
| 2002/03. | РК Босна Сарајево   | ХРК Извиђач Љубушки | РК Слога Добој      |
| 2003/04. | ХРК Извиђач Љубушки | РК Босна Сарајево   | РК Слога Добој      |
| 2004/05. | ХРК Извиђач Љубушки | РК Босна Сарајево   | РК Слога Добој      |
| 2005/06. | РК Босна Сарајево   | ХРК Извиђач Љубушки | РК Слога Добој      |
| 2006/07. | РК Босна Сарајево   | РК Босна Високо     | РК Слога Добој      |
| 2007/08. | РК Босна Сарајево   | РК Коњух Живинце    | ХРК Извиђач Љубушки |
| 2008/09. | РК Босна Сарајево   | РК Борац Бања Лука  | РК Градачац         |
| 2009/10. | РК Босна Сарајево   | РК Борац Бања Лука  | РК Слога Добој      |
| 2010/11. | РК Босна Сарајево   | РК Борац Бања Лука  | ХРК Извиђач Љубушки |
| 2011/12. | РК Слога Добој      | РК Борац Бања Лука  | ХРК Извиђач Љубушки |
| 2012/13. | РК Борац Бања Лука  | РК Слога Добој      | ХРК Извиђач Љубушки |
| 2013/14. | РК Борац Бања Лука  | РК Коњух Живинице   | РК Босна Сарајево   |
| 2014/15. | РК Борац Бања Лука  | ХРК Извиђач Љубушки | РК Челик Зеница     |
| 2015/16. | ХРК Извиђач Љубушки | РК Вогошћа          | РК Маглај           |
| 2016/17. | РК Борац Бања Лука  | ХРК Извиђач Љубушки | РК Вогошћа          |
| 2017/18. | ХРК Извиђач Љубушки | РК Вогошћа          | РК Зрињски Мостар   |
| 2018/19. | ХРК Извиђач Љубушки | РК Борац Бања Лука  |                     |

## Успешност клубова
| Клуб                | Првак | Вицепрвак | Година (првак)                                                 | Година (вицепрвак)                                      |
| ------------------- | ----- | --------- | -------------------------------------------------------------- | ------------------------------------------------------- |
| ХРК Извиђач Љубушки | 7     | 6         | 1999/00, 2001/02, 2003/04, 2004/05, 2015/16, 2017/18, 2018/19. | 1997/98, 1998/99, 2002/03, 2005/06, 2014/15, 2016/17.   |
| РК Босна Сарајево   | 7     | 2         | 2002/03, 2005/06, 2006/07, 2007/08, 2008/09, 2009/10, 2010/11. | 2003/04, 2004/05.                                       |
| РК Борац Бања Лука  | 4     | 6         | 2012/13, 2013/14, 2014/15. 2016/17.                            | 1999/00, 2008/09, 2009/10, 2010/11, 2011/12, 2018/2019. |
| РК Босна Високо     | 1     | 3         | 1998/99.                                                       | 2000/01, 2001/02, 2006/07.                              |
| РК Слога Добој      | 1     | 1         | 2011/12.                                                       | 2012/13.                                                |
| РК Борац Травник    | 1     | -         | 1997/98.                                                       | -                                                       |
| РК Грачаница        | 1     | -         | 2000/01.                                                       | -                                                       |
| РК Коњух Живинце    | -     | 1         | -                                                              | 2007/08.                                                |
| РК Вогошћа          | -     | 1         | -                                                              | 2015/16.                                                |